# زبان فریولی
زبان فریولی زبانی هندواروپایی از گروه زبان‌های ایتالیک است که به گویشی از زبان رتی-رومانی می‌باشد و حدود هشتصد هزار تن در ایتالیا بدان تکلم می‌کنند. قدیمیترین آثار ادبی مکتوب در دست از این زبان به سده سیزدهم میلادی بازمی‌گردد. این زبان هیچگاه جایگاه یک زبان رسمی را پیدا نکرد چرا که در منطقه رواج این زبان زبان رسمی و نوشتار و مذهب به ترتیب ببه زبان لاتین، زبان ونتی و ایتالیایی محدود بوده‌است. واژگان این زبان تحت تأثیر زبان ایتالیایی قرار داشته‌اند اما تأثیراتی از ورود واژگان آلمانی و اسلاوی نیز در این زبان مشاهده می‌شود.

## نمونه زبانی
| فارسی                                            | Friulan                                         |
| ------------------------------------------------ | ----------------------------------------------- |
| سلام، نام من جک است                              | Mandi, jo mi clami Jacum!                       |
| امروز هوا واقعاً گرم است                          | Vuê al è propite cjalt!                         |
| من الان باید بروم. می بینمت                      | O scugni propite lâ cumò، ariviodisi            |
| نمی‌توانم امشب با تو بیرون بیایم، باید درس بخوانم | No pues vignî fûr cun te usgnot, o ai di studiâ |